# Навойова (гміна)
Гміна Навойова (пол. Gmina Nawojowa) — сільська гміна у південній Польщі. Належить до Новосондецького повіту Малопольського воєводства.
Станом на 31 грудня 2011 у гміні проживало 8188 осіб.

## Площа
Згідно з даними за 2007 рік площа гміни становила 51.13 км², у тому числі:
- орні землі: 50.00%
- ліси: 43.00%

Таким чином, площа гміни становить 3.30% площі повіту.

## Населення
Станом на 31 грудня 2011:
| Опис     | Загалом | Загалом | Чоловіки | Чоловіки | Жінки | Жінки |
| -------- | ------- | ------- | -------- | -------- | ----- | ----- |
| одиниця  | осіб    | %       | осіб     | %        | осіб  | %     |
| все      | 8188    | 100     | 4053     | 49.50    | 4135  | 50.50 |
| міське   | 0       | 100     | 0        |          | 0     |       |
| сільське | 8188    | 100     | 4053     | 49.50    | 4135  | 50.50 |

## Солтиства
Банча Куніна, Фрицова, Гомжиска, Навойова, Попардова, Злотне, Желєзьнікова Мала, Желєзьнікова Вєлька

## Сусідні гміни
Гміна Навойова межує з такими гмінами: Камйонка-Велька, Лабова, Північна-Здруй, Ритро, Старий Сонч.